# Watolina
Watolina – gruba, puszysta dzianina wytwarzana z przędzy zgrzebnej wełnianej i bawełnianej, stosowana w krawiectwie jako materiał termoizolacyjny do ocieplania odzieży; występuje w kolorach białym, szarym i czarnym.
W procesie wytwarzania watoliny nitka wełniana stanowi osnowę, którą wiąże tworząca splot dzianinowy (najczęściej trykotowy) nitka bawełniana. Przy alternatywnym sposobie produkcji luźno skręconą przędzę wełnianą łączą splotem trykotowym dwie bawełniane osnowy. Miękkości i puszystości nadaje następnie watolinie obustronne (również jednostronne) drapanie. Surowcem do wytwarzania watoliny mogą być oprócz wełny również mieszanki włókien wtórnych i sztucznych.
Ze względu na bardzo dobre własności termoizolacyjne, watolinę stosuje się do ocieplania odzieży wierzchniej – najczęściej damskich i męskich zimowych płaszczyi kurtek oraz zimowej odzieży roboczej, np. tzw. „kufajek”. Będąc bardzo ciepła, watolina jest jednak dość ciężka. Coraz częściej zastępuje się ją lżejszymi włókninami, sztucznym futrem lub materiałami polarowymi.
Mianem watoliny określa się niekiedy również niektóre włókniny, np. owatę poliestrową wykorzystywaną m.in. w tapicerstwie.
Watolina znajduje również zastosowanie jako izolacja dźwiękochłonna w elektroakustyce.